# Alexander Walentinowitsch Golowko

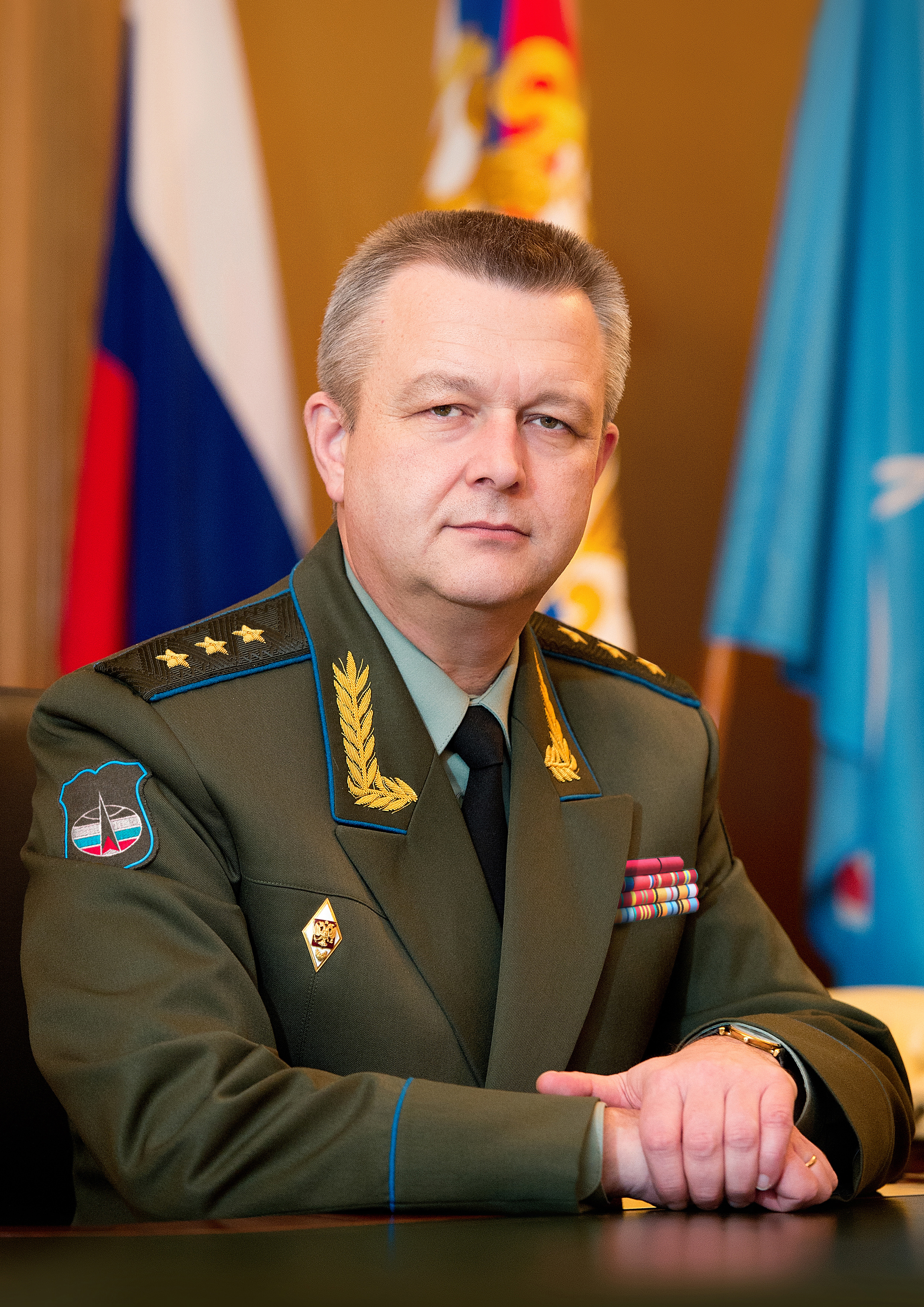
Alexander Golowko (2017)

Alexander Walentinowitsch Golowko (russisch Александр Валентинович Головко; * 29. Januar 1964 in Dnipropetrowsk, Ukrainische SSR, Sowjetunion) ist ein russischer Generaloberst und seit 2012 Kommandeur der Weltraumtruppen.

## Leben
Golowko absolvierte 1986 die Offiziershochschule der Raketentruppen N.I. Krylow in Charkow. Von 1986 bis 1998 diente er als Ingenieur einer Gruppe, Kommandeur einer Raketenstellung, Kompaniechef sowie als Abteilungschef beim Haupttestzentrum für Weltraummittel G.S. Titow. 1996 schloss er erfolgreich die Militärakademie F. E. Dserschinski ab. Von 1998 bis 2001 arbeitete er als Chef eines speziellen Kommandomesskomplexes beim Haupttestzentrum für Weltraummittel. Nach dem Besuch der Militärakademie des Generalstabes der Streitkräfte der Russischen Föderation diente er von 2003 bis 2004 als Stellvertreter des Stabschefs der Weltraumtruppen. Von 2004 bis 2007 wurde Golowko als Stabschef und Erster Stellvertreter des Chefs sowie von 2007 bis 2001 als Chef des Haupttestzentrums für Weltraummittel eingesetzt. Von Juni 2011 bis Dezember 2012 war er Chef des Kosmodroms Plessezk des Verteidigungsministeriums der Russischen Föderation. Am 24. Dezember 2012 wurde Generalmajor Golowko auf Erlass des Präsidenten Kommandeur der Weltraumtruppen. Nach der Zusammenlegung von Luftstreitkräften und Weltraumtruppen am 1. August 2015 wurde er zum Stellvertreter des Oberkommandierenden der neu gebildeten Luft- und Weltraumkräfte ernannt.

## Auszeichnungen
- Verdienstorden für das Vaterland 2. Klasse
- Orden für Militärische Verdienste
- weitere Medaillen